# Villers-Canivet
Villers-Canivet é uma comuna francesa na região administrativa da Normandia, no departamento Calvados. Estende-se por uma área de 12,24 km². Em 2010 a comuna tinha 772 habitantes (densidade: 63,1 hab./km²).